# Море Короля Хокона VII
Море Короля Хокона VII (норв. Kong Haakon VII Hav) — окраинное море в атлантическом секторе Южного океана у берегов Восточной Антарктиды. Область является важной средой обитания для тюленей Росса.

## География
С международной точки зрения море Короля Хокона VII лежит между морем Уэдделла и морем Лазарева, и, таким образом, море простирается вдоль Берега Принцессы Марты от мыса Норвегия в 12°18' з. д. в самой восточной точке моря Уэдделла, к шельфовому леднику Фимбал недалеко от нулевого меридиана (0°0'), который признан в качестве западной границы моря Лазарева. Море было включено в справочник Limits of Oceans and Seas (с англ. — «Границы океанов и морей») Международной гидрографической организации в 2002 году (IHO 2002), но эта версия справочника не была принята, и по состоянию на 2024 год действует версия 1953 года, в которой море Короля Хокона VII не упоминается. Наиболее авторитетные международные атласы также не выделяют это море.
С норвежской точки зрения, которая не признаёт море Лазарева, море Короля Хокона VII расположено вдоль всего побережья Земли Королевы Мод между 20° з. д. и 45° в. д., и простирается примерно на 10 090 километров от ледника Станкомб-Уильс в 19° з. д. на Берегу Принцессы Марты на западе и до ледника Шиннан в 44°38' в. д. на восточной границе Берега Принца Улафа на востоке.
Море большую часть года покрыто льдом. Осенью паковые льды не распадаются до весны. Грубыми координатами моря являются 67°00’00" ю. ш. 20°00’00" в. д.

## История
Судя по всему, первой в водах моря побывала Первая русская антарктическая экспедиция 1819—1821 годов под руководством Фаддея Беллинсгаузена и Михаила Лазарева. Наиболее знаменательное событие этого плавания состоялось 16 (28) января 1820 года, когда моряки впервые в истории увидели шельфовые ледники Антарктиды (шельфовый ледник Беллинсгаузена у Берега Принцессы Марты).
Море названо в честь первого короля Норвегии Хокона VII после расторжения Шведско-Норвежской унии.